# Antisovětismus

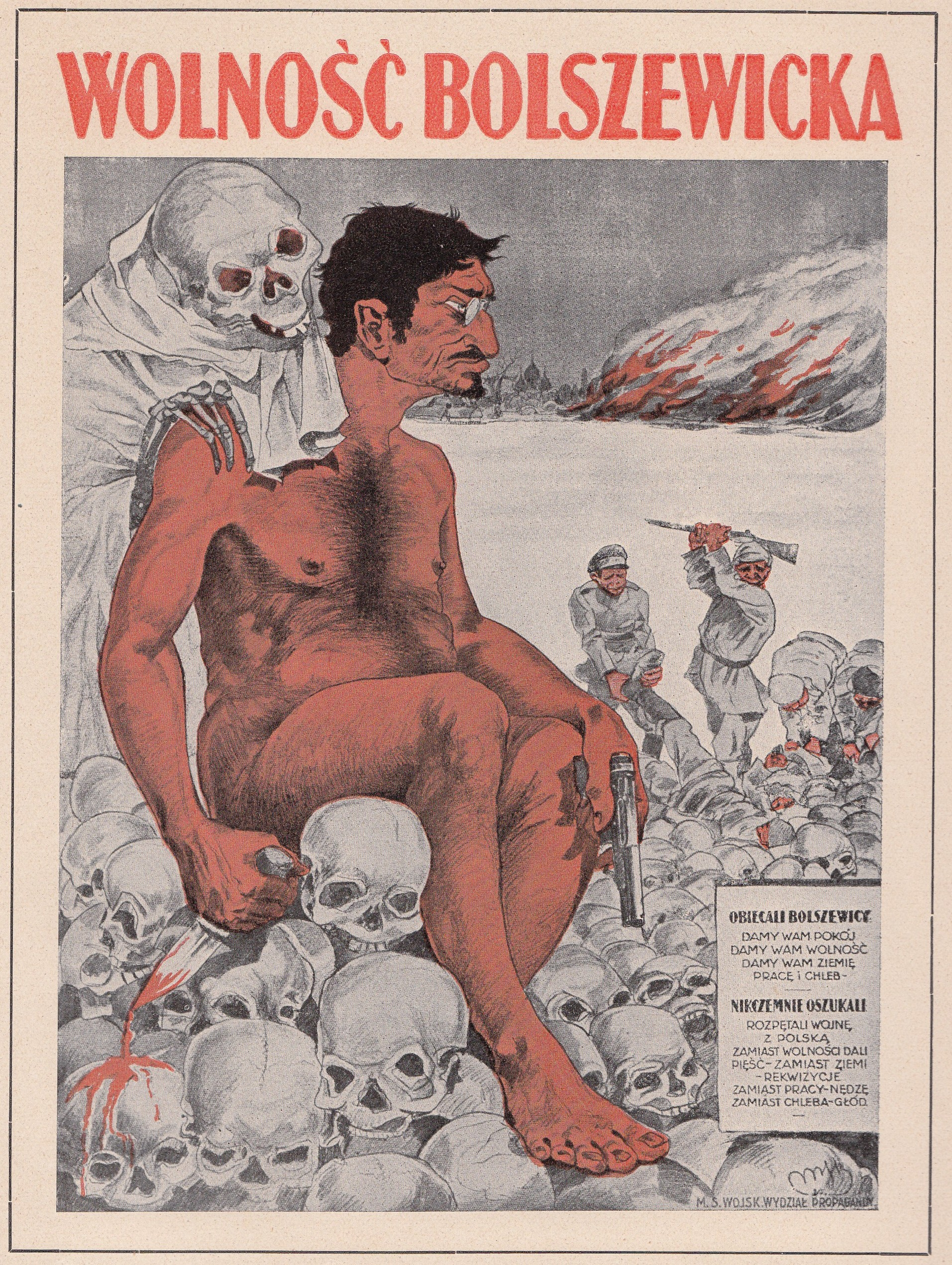
1920: Trotský na Polském protisovětském plakátu "Svoboda po bolševicku".

Antisovětismus byla forma nesouhlasu či nenávisti k Sovětskému svazu, hlavně s jeho politikou a státním zřízením. Velká část antisovětistů byli také antikomunisté.
Antisovětismus může reprezentovat jednak politiku proti SSSR za Studené války, tedy většinou západního bloku a jeho spojenců, dále ale také bílou armádu v časech občanské války v Rusku. V samotném SSSR byl termín antisovětčik (rusky антисоветчик) považován za adekvátní kontrarevolucionáři. Antisovětismus byl trestán; mnoho politických vězňů v SSSR bylo odsouzeno právě za něj. Propagace antisovětismu byla trestná podle tehdejších platných právních předpisů jednotlivých republik SSSR; odpůrci tehdejšího SSSR byli zobrazováni jako nepřátelé lidu a revoluce.